# Big Rigs
Big Rigs: Over the Road Racing è un videogioco di corse con camion. Ha acquisito una certa fama perché due riviste online di videogiochi (Thunderbolt Games e GameSpot) lo hanno recensito come uno dei peggiori videogiochi di sempre. Lo scopo del gioco è competere in gare su circuiti contro altri avversari, evitando ostacoli.
Una remaster su Steam è stata pubblicata l'8 aprile 2025, da Margarite Entertainment.

## Il prodotto originale
Si crede che Big Rigs sia una versione non finita del gioco conosciuto come Midnight Race Club: Supercharged, un gioco di corse di veicoli: era prevista la presenza di camion, motociclette e auto sportive. La versione che fu venduta, tuttavia, era evidentemente incompleta, per i seguenti motivi:
- i file di dati per i veicoli diversi dal camion sono compresi nell'applicazione, ma mai usati. Di conseguenza, l'unico veicolo ad apparire nel gioco è appunto solo il camion;
- il motore di intelligenza artificiale e quello fisico sembrano essere mancanti;
- il gioco non corrisponde con la descrizione presente sulla confezione: lo scopo del giocatore, cioè, avrebbe dovuto essere fuggire sul suo camion con un carico illegale, evitando le auto della polizia presenti sul percorso.

Indizi come questi evidenziano come il gioco fosse ancora in fase di sviluppo; nonostante ciò, non è noto il motivo per cui sia stato venduto quando era ancora a questo stadio incompleto della sua produzione.
Nel gennaio 2004, Stellar Stone ha pubblicato Midnight Race Club: Supercharged. Il gioco contiene concetti di fisica ben implementati e una passabile intelligenza artificiale. I grandi camion sono stati rimossi per evitare somiglianze troppo evidenti con Big Rigs. Tuttavia gli acquirenti hanno notato come il gioco abbia lo stesso motore grafico del titolo precedente, comprese mappe e oggetti, il che ha fatto in modo che Midnight Race Club fosse risultato in un fallimento commerciale.

## Bug
Questo gioco ha molti bug noti, che lo caratterizzano come uno dei peggiori titoli nella storia dei videogiochi. Tra i più famosi vi sono i seguenti:
- Le luci posteriori del camion sono state inserite in una posizione sbagliata, nel mezzo del pannello posteriore del cassone di carico, invece che sotto di esso.
- I contorni grafici dell'indicatore del tempo del giro e del contachilometri sono troppo piccoli per contenere le cifre visualizzate, che ne fuoriescono o vengono nascoste dal bordo del riquadro.
- È assente l'intelligenza artificiale: il camion avversario, invece di partecipare alla gara, resta fermo al punto di partenza.
- È assente la fisica in tutto il gioco: i camion restano sempre incollati al suolo e mantengono la stessa velocità in discesa e salita; è possibile salire su rampe di qualsiasi pendenza, anche di 90°, senza cadere o perdere velocità.
- Sulle porzioni della mappa in cui è presente acqua, il veicolo può camminarci sopra senza affondare, come se si trattasse di asfalto.
- Gli scenari non hanno confini: procedendo verso un limite laterale della mappa è possibile uscirne, per ritrovarsi in una sorta di "vuoto" popolato di artefatti visivi.
- Usando la retromarcia non c'è limite di velocità: si continua ad accelerare, fino a quando un ulteriore bug fa terminare il gioco una volta superati i 12,3 sestilioni di miglia orarie, corrispondenti a 1,98x1037km/h, proclamando automaticamente il camion vincitore[3]. L'arresto, invece, è istantaneo, da qualsiasi velocità.
- Tutti gli oggetti, compresi i camion avversari e gli ostacoli, non hanno alcuna consistenza fisica ed è possibile attraversarli, come se fossero ologrammi. Praticamente in Big Rigs non esistono le collisioni, ma solo compenetrazione poligonale. Questa caratteristica si applica anche ai ponti, che si comportano come se non fossero neanche tratti di pista: il camion li trapassa come se non esistessero.
- Esistono 4 modelli di veicolo ma il veicolo avversario sarà sempre lo stesso modello.
- Una volta completata la corsa uscirà la scritta "YOU'RE WINNER" che contiene un errore grammaticale; dovrebbe essere infatti "You're the winner" o meglio ancora "You win".
- I circuiti disponibili sono cinque, ma uno di essi (Nightride) non è utilizzabile, perché, se lo si seleziona, l'applicazione va in crash.

## Accoglienza
| Testata                        | Giudizio |
| ------------------------------ | -------- |
| Metacritic (media al 1-7-2025) | 6/100    |
| GameSpot                       | 1/10     |

Big Rigs è soggetto di un largo numero di recensioni negative.
- Thunderbolt Games ha dato il voto 1/10 e ha scritto:[6]

- Alex Navarro di GameSpot ha dato il voto 1.0/10, il voto più basso dato nella storia di GameSpot:[5][7]